# Microgale cowani
Microgale cowani é uma espécie de mamífero da família Tenrecidae, endêmica de Madagascar.